# Hack/Slash
Hack/Slash est le titre d'une série de comics publiée par Devil's Due Publishing en 2004. Comics d'horreur (tueur en série) créé par Tim Seeley & Stefano Caselli, cette série suit les aventures de Cassie Hack, une ancienne victime qui a surmonté sa peur et pourchasse les tueurs en série (référés dans l'univers de la BD comme « Slashers »). Elle est assistée dans ses chasses par Vlad, un géant difforme et masqué qui agit comme son ami, garde du corps et partenaire.

## Publications
Tim Seeley publie le one-shot avec Stefano Caselli en 2004. En 2007 démarre la série Hack/Slash avec Emily Stone.

## Personnages
- Cassandra « Cassie » Hack : la protagoniste de la BD. Jeune fille au passé lourd, elle voyage à travers le monde pour traquer et tuer les « Slashers », des tueurs en série. Elle s'habille en gothique, pratique une grande variété d'arts martiaux et se bat généralement avec une batte de baseball, bien qu'elle ait aussi des talents avec les armes à feu et l'improvisation. Cassie est agressive, courageuse et peut se montrer vicieuse, notamment dans la violence avec laquelle elle tue les Slashers, mais possède un intérieur fragile et vulnérable qu'elle s'efforce de cacher.
- Vlad : un homme de grande taille et difforme, portant un masque à gaz et armé d'une paire de hachoirs. Cassie l'a rencontré lors de la poursuite d'un tueur en série, et, après l'avoir brièvement pris pour le responsable, développe une amitié avec lui. Vlad la suit par la suite en tant que partenaire, l'assistant dans sa traque des Slashers. Personnage naïf et énigmatique, mais doté d'un certain sens stratégique, il agit comme une figure paternelle vis-à-vis de Cassie.
- Chris Krank : (à l'image de l'éditeur)
- Doctor Lisa Elsten :
- Margaret Crump aka Georgia Peaches : un personnage secondaire récurrent, et une amoureuse potentielle pour Cassie.
- Pooch :
- Samhain : un ancien slasher portant un masque de Jack-O-Lantern, dont la conscience a été restaurée et ayant renoncé à commettre des meurtres inutiles. Amnésique, il ne se souvient de rien en dehors de sa haine caractéristique pour la Black Lamp Society, une mystérieuse organisation qui tente de contrôler le slasher. Dans sa lutte contre cette dernière, il rencontre et sauve Cassie d'une tentative de meurtre de la Société.
- Mercy Sparx :
- Slashers : les principaux antagonistes de la série. Basés sur les tueurs en série de films d'horreur du même nom, les Slasher (aussi appelés « Revenants » par le gouvernement) se divisent essentiellement en deux catégories : la première, et majoritaire, se constitue de personnes ayant eu une vie misérable et/ou une mort atroce, au point qu'ils reviennent en tant que morts-vivants pour commettre des meurtres et assouvir leur rage contre la vie. Ils sont résistants et difficiles à tuer, et possèdent généralement des pouvoirs qui varient selon les individus, la force surhumaine étant la plus fréquente. Également, ils peuvent être contrôlés avec les moyens magiques appropriés. La seconde catégorie se compose d'individus vivants et ordinaires, qui commettent des atrocités par pure folie et peuvent être tués avec des moyens conventionnels.
- Lunch Lady : de son vrai nom Delilah Hack, la mère de Cassie. Cuisinière dans une cantine, elle fut le premier Slasher affronté par sa fille.
- Jack Hack :
- Father Wrath, Laura Lochs, Ms. America, Muffy Joworski, Six Sixx,  Gertude Hall...

## Autres média
- Hack/Slash film prévu pour 2010 par Todd Lincoln.
- SuicideGirls

## Collaborateurs
Sunder Raj, Fred Van Lente,  Jeff Parker, Ross Campbell, Mike Dimayuga, Wes Dzioba, Ryan Ottley,  Sean K. Dove, 
Mark Englert, Nate Bellegarde,  Mike Norton,  Aadi Salman, Matt Merhoff, Steve Niles,  Skottie Young, Dave Crosland, Emily Warren,  Jeremy Roberts, Jeff Zornow,  Kevin Mellon,  Shane White, Joel Humberto Herrera, 
SPLASH!,  Rebekah Isaacs,  Jean-Francois Beaulieu, Andrew Dalhouse